# Гиперграмма
Гипергра́мма (от др.-греч. ὑπέρ — над, сверх + grámma — черта, буква, написание) — способ представления данных. Способ передачи информации, заключающийся в организованной структуре данных, в котором отдельные элементы помещены в ячейки, каждой из которых сопоставлены три значения — номер строки, номер столбца и номер таблицы. Таким образом, устанавливается смысловая связь между элементами.
Тед Нельсон предложил понятие гиперграммы (оно, впрочем, не прижилось), с помощью которого можно было организовывать взаимосвязанную сеть спрайтовых картинок и даже создавать фильмы с меняющимся по требованию пользователя сюжетом. Эту идею воплотила в 1978 году в системе Aspen Movie Map группа ученых Массачусетского технологического института во главе с Эндрю Липпманом. Система предлагала виртуальное путешествие по Аспену, штат Колорадо. Машина со специальной аппаратурой для съёмки предварительно объехала весь город, засняв всевозможные места под разными углами с помощью четырех камер. Полученные изображения были преобразованы в последовательность видеокадров и записаны на оптический видеодиск. Была создана база данных, которая коррелировала расположение видео на диске с двумерным планом улицы. Пользователям было доступно не только множество навигационных средств, но и глобальная карта для быстрого переключения к нужной точке города.